# Mil Mi-14
Mil Mi-14 (Natova oznaka Haze) je sovjetski/ruski pomorski transportni vojaški helikopter.

## Zasnova
Mi-14 je križanec med Mil Mi-8 in Mil Mi-17, pri čemer so spremenili podvozje, ki je uvlečljivo in vodotesno. Helikopter je tako zmožen pristajati na vodni gladini (pri čemer gladina ne sme biti preveč razburkana).

## Različice

### Mi-14PL
Mi-14PL (oznaka Haze-A) je protipodmorniški helikopter, ki je posebno opremljen s sonarji, akustičnimi bojami in radarji. Posadka obsega pet ljudi.

### Mi-14BT
Mi-14BT je helikopter za protiminsko bojevanje, ki je opremljen podobno kot Mi-14PL, le brez protipodmorniških orožij.

### Mi-14PS
Mi-14PS je SAR helikopter, ki ima vgrajen nosilno-dvižni vitel, drseča vrata, dvoje iskalnih luči,...

### Mi-14PŽ
Mi-14 PŽ je bil amfibijsko-gasilni helikopter, ki je predelana različica Mi-14BT.

## Uporabniki
Mi-14 je v uporabi v državah naslednicah ZSSR in v najmanj 7 drugih državah.